# لرنزو دا پونته

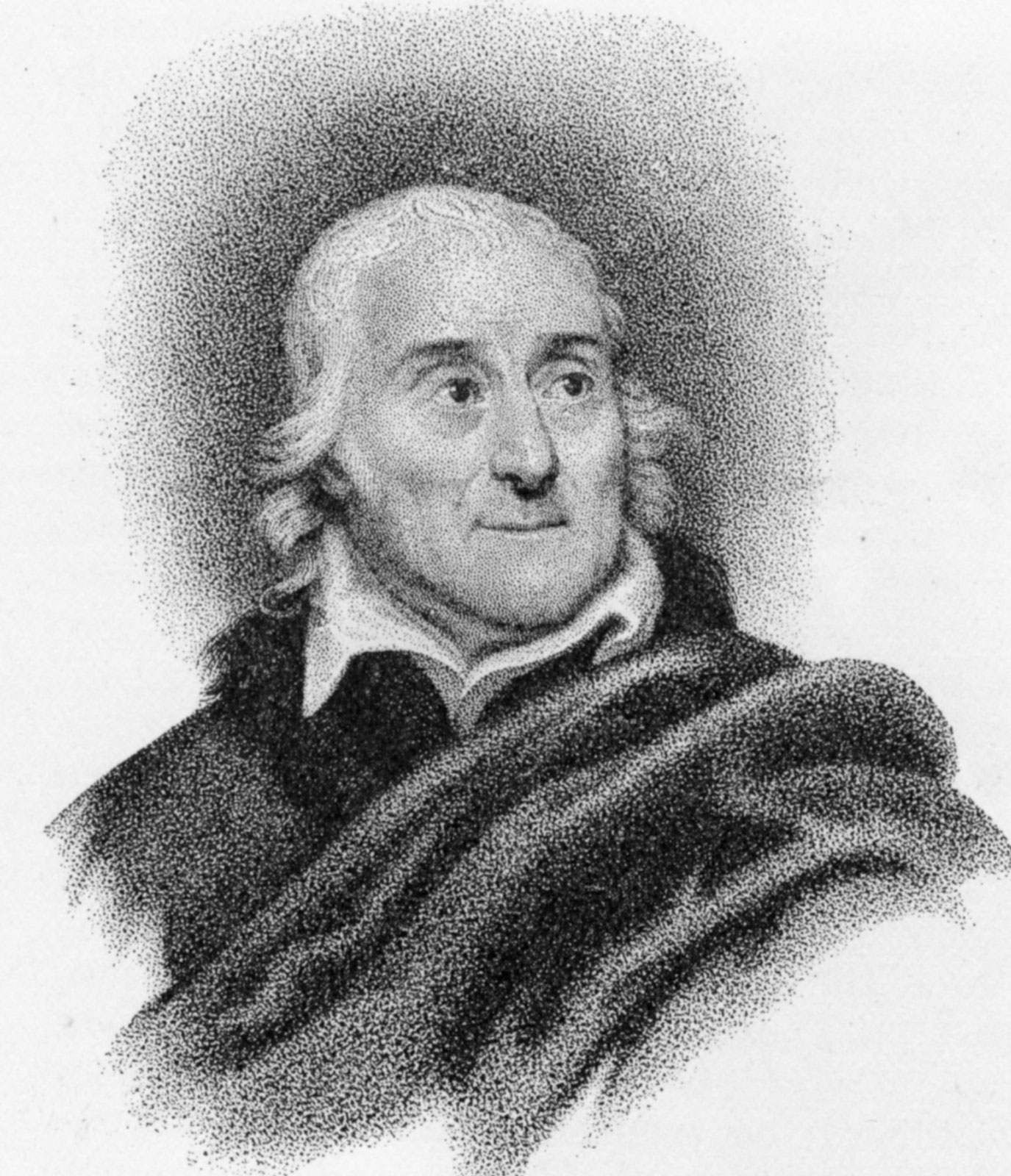
لُرِنزُ دا پُنتِ

لُرِنزُ دا پُنتِ (۱۷۴۹ مارس ۱۰–۱۸۳۸ اوت ۱۷) یک نویسندهٔ اشعار اپرا، اپرانامه در جمهوری ونیز و شاعر و کشیش کاتولیک رومی بود. او ۱۱ اپرا از آهنگسازان مشهور از جمله سه اپرا از بزرگترین اپراهای ولفگانگ آمادئوس موتسارت شاملِ دون ژوان, ازدواج فیگارو و همه زن‌ها اینگونه‌اند را نوشت.